# Dolichomitus pterelas
Dolichomitus pterelas là một loài tò vò trong họ Ichneumonidae.